# 寺本來可
寺本 來可（てらもと ゆきか、테라모토 유키카、1993年2月16日 - ）は、YUKIKA名義で韓国で活動する日本出身の歌手、女優、ファッションモデル、元声優。血液型はA型、身長164cm。愛称はきか、ゆっか。既婚（2022年 - 、韓国人）。

## 経歴
6歳の物心がついた時からアニメが好きで、扇風機をマイクに見立ててアフレコごっこも行っていた。ジブリ映画の予告のナレーションが大のお気に入りだった。ただし、職業としての声優は意識しておらず、洋画の役者は何カ国語も使いこなしているものだと信じ切っていたという。
中学校に進学後の12歳の時に職業としての声優を認識するようになり、『声優グランプリ』など声優雑誌などを通して役者に興味を持つ。中でも好きな役を多く演じていた大谷育江に憧れを抱き、人を泣かせることができる演技に感銘を受ける。

### デビュー、ファッションモデル時期（2006年 - 2009年）
人前に立つのが好きということもあり、友人の薦めで、2006年、雑誌『ニコラ』の第10回モデルオーディションでグランプリを獲得。同年10月号からニコモの専属モデルや女優として活動していたが、2009年5月号をもって卒業。その時は喜怒哀楽すべての感情を駆使して人に感動を与える役者への想いは募り、高校1年生いっぱいでのモデル卒業を見据えて15歳で日本ナレーション演技研究所に通い始めた。それまで演技の勉強を一切していなかったという。

### 声優時期（2009年 - 2011年）
その後は、声優事務所であるアイムエンタープライズに在籍し、声優としてアニメやゲームに多数出演する。2009年5月にテレビアニメ『けいおん!』の生徒役で声優デビュー。『おジャ魔女どれみ』の熱狂的なファンである。
2012年1月5日のブログで、しばらく学業に専念する旨を報告し 長らく休業していたが、2015年8月に芸能界に復帰した。

### 芸能界に復帰（2015年8月）
復帰後は女優業を活動の中心に据えており、2016年に発表された韓国で製作予定の「アイドルマスターシリーズ」のテレビドラマ版『THE IDOLM@STER.KR』のオーディションで、唯一の日本人キャストに抜擢され、出演が決まった。

### K-POPソロ歌手YUKIKAとしてデビュー（2019年 - ）
2019年2月22日、韓国でデジタルシングル「NEON」を発表し、ソロ歌手YUKIKAとしてデビューした。
2020年7月にリリースしたファーストフルアルバム『SOUL LADY』は米国や英国など8カ国・地域のiTunesでK-POPアルバムチャート1位を獲得している。
2020年12月30日、韓国の芸能事務所ウブントゥENTと専属契約を結んだ。以前の所属事務所とは11月で専属契約が終了していた。
2023年、結婚。

## 後任
寺本の声優業休業に伴い、持ち役を引き継いだ人物は以下の通り。
| 後任       | 役名         | 概要作品                            | 後任の初担当作品           |
| ---------- | ------------ | ----------------------------------- | -------------------------- |
| 斎藤千和   | 中里チリ     | 『生徒会役員共』                    | 『生徒会役員共*』          |
| 田中あいみ | 天野ミサキ   | 『生徒会役員共』                    | 『劇場版 生徒会役員共』    |
| 茅野愛衣   | 絵尾画子     | 『がんばれ!消えるな!!色素薄子さん』 | 第7巻限定版付属ドラマCD    |
| 三宅晴佳   | 野々宮かなめ | 『ぎゃる☆がん』                     | 『ぎゃる☆がん りたーんず』 |

## 出演
太字はメインキャラクター。

### テレビドラマ
- チョコミミ（2007年10月1日 - 2008年3月31日、テレビ東京系） - 桜井ちよこ / チョコ 役[6]（主演）
- THE IDOLM@STER.KR（2017年4月28日、韓国国内 SBS Fun E、SBS Plus、SBS MTV、他地域 Amazonプライム・ビデオ） - ユキカ 役

### バラエティ
- MIXNINE（2018年、韓国：jtbc）
- 머스트잇 혼자라도괜찮아（2018年、韓国：SBS Plus）

### テレビCM
- 大塚製薬ポカリスエット提供番組『ブカツの天使』[6]
- サーティワンアイスクリーム[6]（2008年）
- 任天堂Wii用ゲームソフト バンダイナムコゲームス『ハッピーダンスコレクション』[6]
- いろはす ウォーターツリー編 （2016年）

### 雑誌
- ニコラ[6]（新潮社、2006年10月号 - 2009年3月卒業）
- BOMB 9月号（学研、2007年8月9日）
- セシールカタログ・キューポップ

### 映画
- ハンサム☆スーツ

### 舞台
- 楽屋〜流れ去るものはやがてなつかしき〜（作：清水邦夫、演出：藤森一朗、2015年8月27日 - 31日、AQUA studio）
- 十二人の怒れる人々（原作 ：レジナルド・ローズ、演出：藤森一朗、AQUA）
- 蒼い季節（原案：谷津矢車（エンドレス・スクールライフ）、演出:佐藤汛）

### テレビアニメ
- けいおん!（2009年、生徒[6]）
- 俺の妹がこんなに可愛いわけがない（2010年、メイド[6]）
- kiss×sis（2010年、圭太〈子供〉[6]、ぷらぐ、通行人、CMタレント）
- キディ・ガーランド（2010年、侍女ロボ[6]）
- 生徒会役員共（2010年、天野ミサキ、中里チリ〈初代〉）
- 閃光のナイトレイド（2010年）
- ちゅーぶら!!（2010年、小島[6]）
- もっとTo LOVEる -とらぶる-[6]（2010年、オクちゃん）
- DOG DAYS（2010年、ルージュ[6]）

### OVA
- 生徒会役員共（2011年、天野ミサキ）※原作第5巻限定版
  - 生徒会役員共OVA（2012年、中里チリ[10]）
- ノラゲキ!（2011年、子供達）
- Baby Princess 3Dぱらだいす0（ラブ）（2011年、虹子[11]）

### 劇場アニメ
- 超劇場版ケロロ軍曹 誕生!究極ケロロ 奇跡の時空島であります!!（2010年、村の子供[6]）

### ゲーム
- 剣と魔法と学園モノ。2G（2010年、スフォリア）
- 電撃のピロト〜天空の絆〜（2010年、フィオナ[6]）
- L@ve once（2010年 - 2012年、堤美散）- 3作品[一覧 1]
- ぎゃる☆がん（2011年 - 2012年、野々宮かなめ）- Xbox 360版、PS3版
- グローランサーIV オーバーリローデッド（2011年、トリシア）

### ナレーション
- 秦基博「Halation」2009年8月12日発売 CMナレーション[6]
- AG学園 あに☆ぶん ナビゲーターキャラ (夏目ひま)

### ドラマCD
- kiss×sis ドラマCD Vol.1（2009年）
- グラール騎士団 Quatre Saisons 1月の雪吹雪（2010年）
- TRIP TREK（2010年、フルティ）
- 乙女系ドラマCD 結局オレらの誰が好きなの!? 生徒会編（2010年、苑田凛花）
- がんばれ!消えるな!!色素薄子さん（2010年、絵尾画子〈初代〉）
- とある科学の超電磁砲 アーカイブス 3（2010年、ふたば）
- ドラマCD 恋愛ラボ（2010年、女子生徒1）
- DOG DAYS ドラマBOX vol.1 - 3（2011年、ルージュ）

### ラジオ
- 電撃のピロト〜ラジオの絆〜（2009年12月 - 2010年2月、音泉）
- A&G NEXT GENERATION Lady Go!!（2010年10月5日 - 2011年9月30日、超!A&G+）

### PV
- 秦基博『キミ、メグル、ボク』
- ムラマサ☆『夢風鈴』

### インターネットテレビ
- ぎゃる☆がんTV（ぎゃる☆がん公式サイト内[12]：2010年11月16日 - 2011年1月18日）

## ディスコグラフィ

### 朝鮮語作品（YUKIKA名義）

#### 配信シングル
| 発売日        | タイトル               |
| ------------- | ---------------------- |
| 2019年2月22日 | NEON                   |
| 2019年7月9日  | Cherries Jubiles       |
| 2020年7月8日  | Yesterday（昨日）      |
| 2021年3月2日  | Lovemonth              |
| 2021年6月19日 | What're Doing Tonight? |
| 2021年9月20日 | Loving you             |

#### アルバム
| 発売日        | タイトル  |
| ------------- | --------- |
| 2020年7月21日 | SOUL LADY |
| 2021年4月7日  | timeabout |

#### その他参加楽曲
| 発売日         | 商品名                                                   | 歌                       | 楽曲                                      | 備考                                                                          |
| -------------- | -------------------------------------------------------- | ------------------------ | ----------------------------------------- | ----------------------------------------------------------------------------- |
| 2016年8月25日  | One for all                                              | Real Girls Project       | 「Dream」 「One for all」                 | テレビドラマ『THE IDOLM@STER.KR』関連曲                                       |
| 2017年4月7日   | THE IDOLM@STER.KR MUSIC Episode 1                        | Real Girls Project       | 「Dream」                                 | テレビドラマ『THE IDOLM@STER.KR』関連曲                                       |
| 2017年4月7日   | THE IDOLM@STER.KR MUSIC Episode 1                        | B-Side                   | 「THE IDOLM@STER（朝鮮語版）」            | テレビドラマ『THE IDOLM@STER.KR』関連曲                                       |
| 2017年7月25日  | THE IDOLM@STER.KR MUSIC Episode 2                        | Real Girls Project       | 「Lost in the Summer」 「Memories」       | テレビドラマ『THE IDOLM@STER.KR』関連曲                                       |
| 2017年8月16日  | THE IDOLM@STER.KR MUSIC Episode 3                        | Real Girls Project       | 「アイ MUST GO！」 「Wanna be your Star」 | テレビドラマ『THE IDOLM@STER.KR』関連曲                                       |
| 2017年8月16日  | THE IDOLM@STER.KR MUSIC Episode 4                        | Real Girls Project       | 「Growl」 「2nd Confession」              | テレビドラマ『THE IDOLM@STER.KR』関連曲                                       |
| 2021年3月16日  | Change Up                                                | Jinjalim & YUKIKA        | Starry Lights                             | ミュージックオリジナル観察バラエティ「チェンジアップ（業）」の公式音源中の1曲 |
| 2021年7月1日   | 그라데이션 (The Moment)                                  | YUKIKA & Pat Lok         | 그라데이션 (The Moment)                   |                                                                               |
| 2021年8月11日  | 『Sekai』/ FreeTEMPO                                     | FreeTEMPO (Feat. YUKIKA) | Feel Free                                 | [ 14 ]                                                                        |
| 2021年10月28   | Curious (Original Soundtrack From Webtoon "Back to You") | DAYBREAK & YUKIKA        | Curious                                   |                                                                               |
| 2021年12月13日 | To The Light                                             | nokdu & YUKIKA           | To the Light                              |                                                                               |
| 2022年1月13日  | Moonset with KozyPop (위드코지팝 X 유키카, 김미정)       | YUKIKA & Kim Mi Jeong    | 긴 밤 (Moonset)                           | [ 15 ]                                                                        |

### 日本語作品
| 発売日        | タイトル            |
| ------------- | ------------------- |
| 2021年5月19日 | Insomnia（JP Ver.） |
| 2021年9月28日 | Tokyo Lights        |

### キャラクターソング
| 発売日        | 商品名    | 歌                                                                   | 楽曲             | 備考                                        |
| ------------- | --------- | -------------------------------------------------------------------- | ---------------- | ------------------------------------------- |
| 2011年5月25日 | S@ng once | 堤美散（寺本來可）                                                   | 「Naturally」    | ゲーム『L@ve once -mermaid's tears-』関連曲 |
| 2011年        | -         | 夏目ひま（寺本來可）、春乃ちな（山崎はるか）、秋津かえで（東山奈央） | 「ROCKET DRIVE」 | 情報番組『AG学園 あに☆ぶん』オープニング曲  |

### その他参加楽曲（日本語）
| 発売日         | 商品名     | 歌 | 楽曲                                        | 備考                                         |
| -------------- | ---------- | --- | ------------------------------------------- | -------------------------------------------- |
| 2007年11月28日 | ハピハピ！ | チョコ（寺本來可）、ミミ（増山加弥乃）                                                                       | 「ハピハピ！」                              | テレビドラマ『チョコミミ』オープニングテーマ |
| 2007年11月28日 | ハピハピ！ | チョコ（寺本來可）、ミミ（増山加弥乃）                                                                       | 「コイノオト～ノートに書いたlove letter～」 | テレビドラマ『チョコミミ』挿入歌             |
| 2008年2月14日  | ロケット   | チョコ（寺本來可）、ミミ（増山加弥乃） with アンドリュー（木戸邑弥）、ムム（三浦透子）、ミカちん（碓井将大） | 「ロケット」                                | テレビドラマ『チョコミミ』エンディングテーマ |

### CM曲
| 公開日        | CM                       | 歌     | 楽曲                   | 備考   |
| ------------- | ------------------------ | ------ | ---------------------- | ------ |
| 2021年1月12日 | ロッテガーナチョコレート | YUKIKA | メモリアル・ロンリネス | [ 16 ] |